# Wetaskiwin (circonscription fédérale)

Circonscriptions fédérales de l'Alberta

Wetaskiwin était une circonscription électorale fédérale canadienne de l'Alberta.

## Circonscription fédérale
La circonscription se situait au centre de l'Alberta. Les entités municipales formant la circonscription étaient Leduc County, Clearwater County, Wetaskiwin, Lacombe, Wetaskiwin County, Lacombe County, Ponoka County, Brazeau County, Rocky Mountain House et Ponoka.
Les circonscriptions limitrophes étaient Crowfoot, Edmonton—Leduc, Edmonton—Spruce Grove, Red Deer, Vegreville—Wainwright, Wild Rose et Yellowhead.  
Elle possédait une population de 107 914 personnes, dont 79 046 électeurs, sur une superficie de 15 133 km². 

## Historique
La circonscription de Wetaskiwin a été créée en 1924 avec des parties de Strathcona et de Victoria. Abolie lors du redécoupage de 2012, elle fut redistribuée parmi Red Deer—Lacombe, Edmonton—Wetaskiwin, Yellowhead et Battle River—Crowfoot.
1. 1925-1926 — Stanley Tobin, PLC
2. 1926-1935 — William Irvine, UFA
3. 1935-1949 — Norman Jacques, CS
4. 1949-1958 — Ray Thomas, CS
5. 1958-1962 — James Stanley Speakman, PC
6. 1962-1972 — Harry Andrew Moore, PC
7. 1972-1988 — Kenneth Schellenberger, PC
8. 1988-1993 — Willie Littlechild, PC
9. 1993-2006 — Dale Johnston, PR (1993-2000), AC (2000-2003) et PCC (2003-2006)
10. 2006-2015  — Blaine Calkins, PCC

- AC = Alliance canadienne
- CS = Parti Crédit social
- PC = Parti progressiste-conservateur
- PCC = Parti conservateur du Canada
- PLC = Parti libéral du Canada
- UFA = United Farmers of Alberta

1. ↑  Élections Canada, « Résultats Élection fédérale canadienne de 2011 — Wetaskiwin », sur enr.elections.ca (consulté le 18 juillet 2023).
2. ↑  Élections Canada, « Résultats Élection fédérale canadienne de 2008 — Wetaskiwin », sur enr.elections.ca (consulté le 18 juillet 2023).
3. ↑  Élections Canada, « Résultats Élection fédérale canadienne de 2006 — Wetaskiwin », sur enr.elections.ca (consulté le 18 juillet 2023).